# Sidi Chami
Sidi Chami (ou Sidi Chahmi) est une commune algérienne de la wilaya d'Oran.

## Géographie

### Situation
| Oran     | Bir El Djir | Hassi Bounif |
| Es Senia | Sidi Chami  | Boufatis     |
| El Kerma | El Braya    | El Braya     |

### Transports
La commune est desservie par le 4e boulevard périphérique d'Oran (Rocade) au niveau de Sidi Maarouf. Elle est aussi desservie par le train de banlieue, toujours à Sidi Maârouf.
Le chef-lieu est desservie par la ligne 59 et 62 de la STO, la commune de حي المير عبدالقادر (quartier Émir Abdelkader, ex-Saint-Rémy) comme la commune de حي النجمة (Quartier Nedjma, ex-Chteibo sont elles desservies par la lignes 39.

### Lieux-dits, quartiers et hameaux
En plus de la ville chef-lieu de Sidi Chami, la commune est composée de trois autres agglomérations, Sidi Maârouf, Haï Sabbah, Haï Emir Abdelkader (ex-Saint Rémy), Nedjma (ex-Chteibo), Bouamama (ex-Saint Georges), Hayat Regency et Debaiba .

## Histoire
Le village colonial de Sidi Chami est créé en 1845.

## Administration
En août 2020, le maire de la ville est limogé à la suite d'enquêtes sur des « malversations et « abus de confiance ».

## Démographie
| 1987   | 1998   | 2008    |
| ------ | ------ | ------- |
| 13 104 | 58 857 | 104 498 |